# Rivierduinzegge

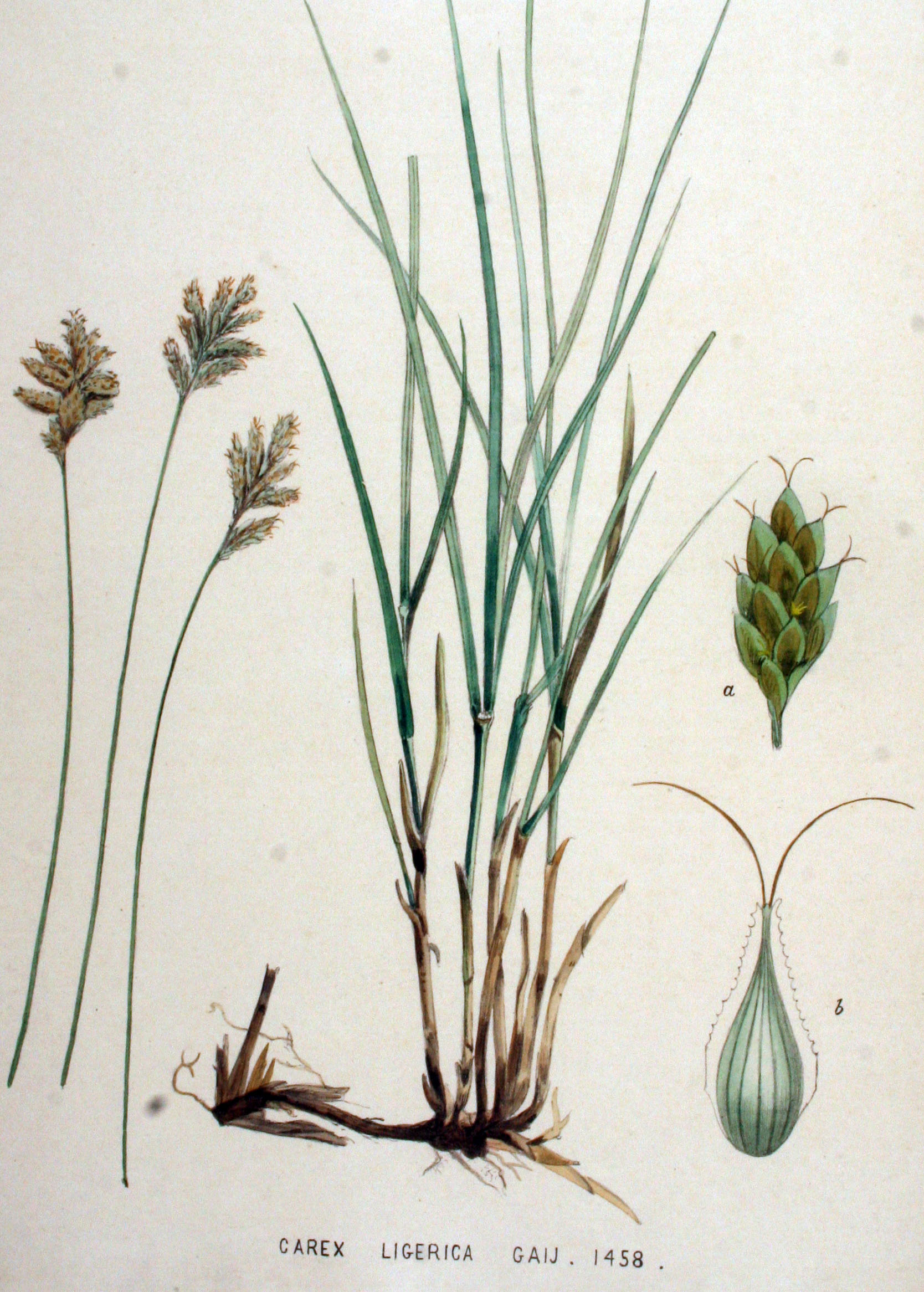
Uit Flora Batava. a = aar, b = vrucht

De rivierduinzegge (Carex ligerica, synoniem: Carex colchica) is een overblijvend kruid dat behoort tot de cypergrassenfamilie (Cyperaceae). Het aantal chromosomen is 2n = 58.

## Beschrijving
De plant wordt 15-40 cm hoog, heeft driekantige stengels en vormt een 1,5-2 mm dikke wortelstok. De vrij stijve bladeren zijn 1,2-2 mm breed.
De plant bloeit in april en mei met een 2-4 cm lange en meestal eivormig bloeiwijze met daaraan vier tot twaalf rechte, bruine, tweeslachtige aren met de vrouwelijke bloemen aan de top van de aar. Het onderste schutblad is veel korter dan de bloeiwijze. Het vruchtbeginsel heeft twee stempels. De donkerbruine kafjes hebben een groene kiel. De 4-5,5 mm lange, eivormige, vrij smal gevleugelde urntjes zijn duidelijk generfd. Ze zijn bij benadering ongeveer twee keer zo lang als breed. Op het urntje zit een mierenbroodje. Het urntje is een soort schutblaadje dat geheel om de vrucht zit.
De vrucht is een bruin, 2 mm lang en 1,5 mm breed, lensvormig nootje met regelmatig gebogen randen. De snavel bestaat uit twee tanden.

## Verspreiding
De plant komt van nature verspreid voor in Europa en West-Azië, vaak op rivierduinen en in riviergraslanden. In Nederland komt de rivierduinzegge vooral voor in schrale, droge en zandige bermen in het oosten van het land. In België is de soort afwezig.
De soort staat op de Nederlandse Rode lijst van planten als vrij zeldzaam tot zeldzaam.

## Afbeeldingen

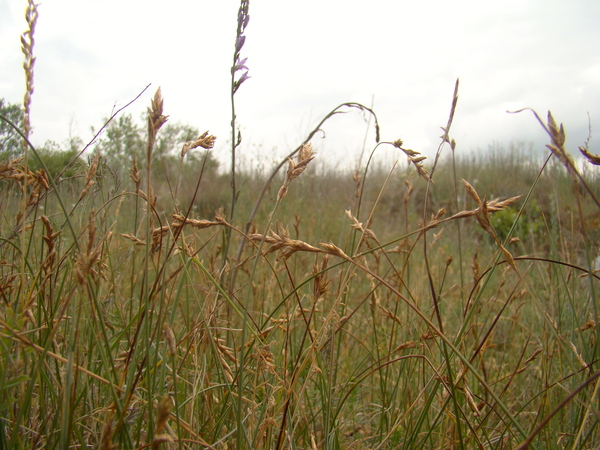
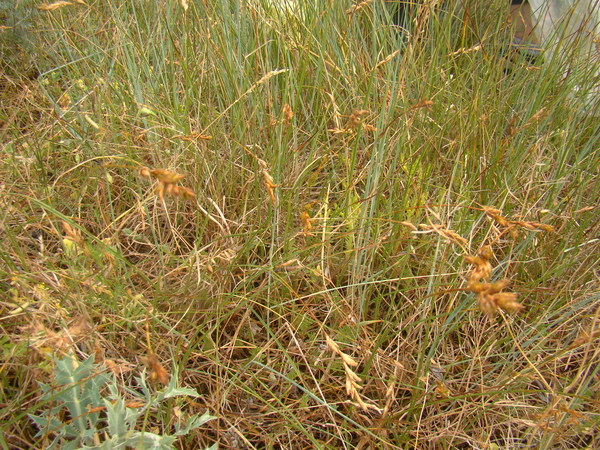